# Gwiazdozbiór Psów Gończych
Psy Gończe (łac. Canes Venatici, dop. Canum Venaticorum, skrót CVn) – gwiazdozbiór nieba północnego, 38. co do wielkości, sąsiadujący z Wolarzem i wydzielony z Wielkiej Niedźwiedzicy przez Heweliusza, opublikowany w 1690 roku, w pośmiertnie wydanym atlasie Firmamentum Sobiescianum. Ta mała północna konstelacja jest jedną z trzech, przedstawiających psy. Zawiera słynną Galaktykę Wir. Widoczny w Polsce od zimy do lata. Liczba gwiazd dostrzegalnych nieuzbrojonym okiem: około 30.

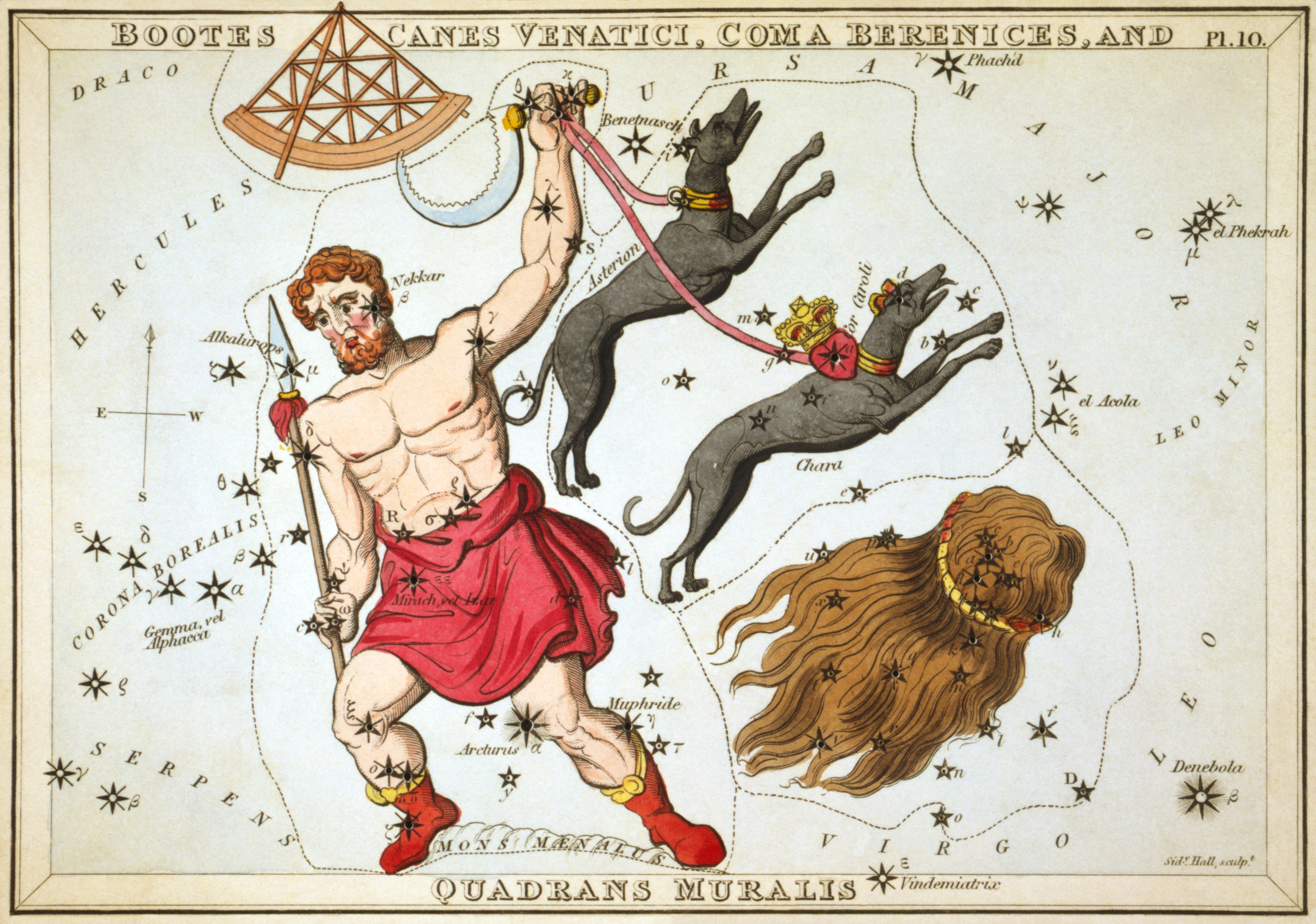
Psy Gończe na ilustracji Sidneya Halla

## Pochodzenie nazwy
Wyobraża dwa psy pasterskie trzymane na smyczy przez mitologicznego Wolarza. Chociaż Wolarza można znaleźć już u Babilończyków, to pomysł dodania mu gończych psów jest dużo młodszy: datuje się na XVII wiek. Według wielu interpretacji gwiazdozbioru, psy poganiają niedźwiedzice, by stale obracały sferę niebieską. 
Dawny podział na południowego psa, Charę i północnego, Asteriona, przetrwał do naszych czasów tylko w nazwach dwóch najjaśniejszych gwiazd konstelacji. Nazwę Cor Caroli (Serce Karola) najjaśniejszej gwieździe konstelacji nadał królewski astronom Edmund Halley, na cześć swego mocodawcy, angielskiego króla Karola II.

## Gwiazdy Gończych Psów
W tym gwiazdozbiorze są tylko dwie wyraźne gwiazdy, Alfa (α) i Beta (β) Psów Gończych. Przedstawiają dwa psy o imionach Asterion i Chara, ale wśród astronomów nie ma zgody co do tego, która gwiazda miała reprezentować którego psa. Alfa jest nazywana Cor Caroli („serce Karola”) od czasu przywrócenia monarchii brytyjskiej, kiedy Karol II odzyskał tron odebrany jego ojcu. Większość źródeł twierdzi, że Cor Caroli odnosi się do ściętego króla Karola I, ale są też i takie, które mówią o jego synu Karolu II. Cor Caroli jest to słynna gwiazda podwójna o szeroko rozdzielonych składnikach, zabarwionych na niebiesko i zielonkawo.

## Interesujące obiekty
- Ładna symetryczna gromada kulista M3 (NGC 5272) o wielkości 5,9m, która w 10-centymetrowym teleskopie pokazuje pewien rozkład jasności. Jest tam bogate wewnętrzne halo, a koncentracja rośnie w kierunku szerokiego jasnego jądra z niezliczonymi ognikami gwiazd[1].
- Usytuowana w północno-wschodniej części gwiazdozbioru galaktyka spiralna M51, zwana Wirem, jest fizycznie związana z satelitarną galaktyką nieregularną NGC 5195, znajdującą się na końcu jednego z jej ramion spiralnych[3].
- Inne jasne galaktyki spiralne, widoczne przez lornetkę, to podobne do komety M94 (NGC 4736), wydłużona M63 (NGC 5055) i M106. Teleskopy pokazują jasne jądro w M94 i jasne gwiezdne jądro w M106. Większe powiększenia pokażą blade ramiona spiralne i kilka węzłów w M106. Są też długie i kolorowe galaktyki widoczne z boku: bardzo cienka NGC 4244 oraz właściwie nazwane Galaktyka Wieloryb NGC 4631 i Galaktyka Kij Hokejowy NGC 4656 / NGC 4657[1].

Otoczenie Psów Gończych